# Туганов, Махарбек Сафарович

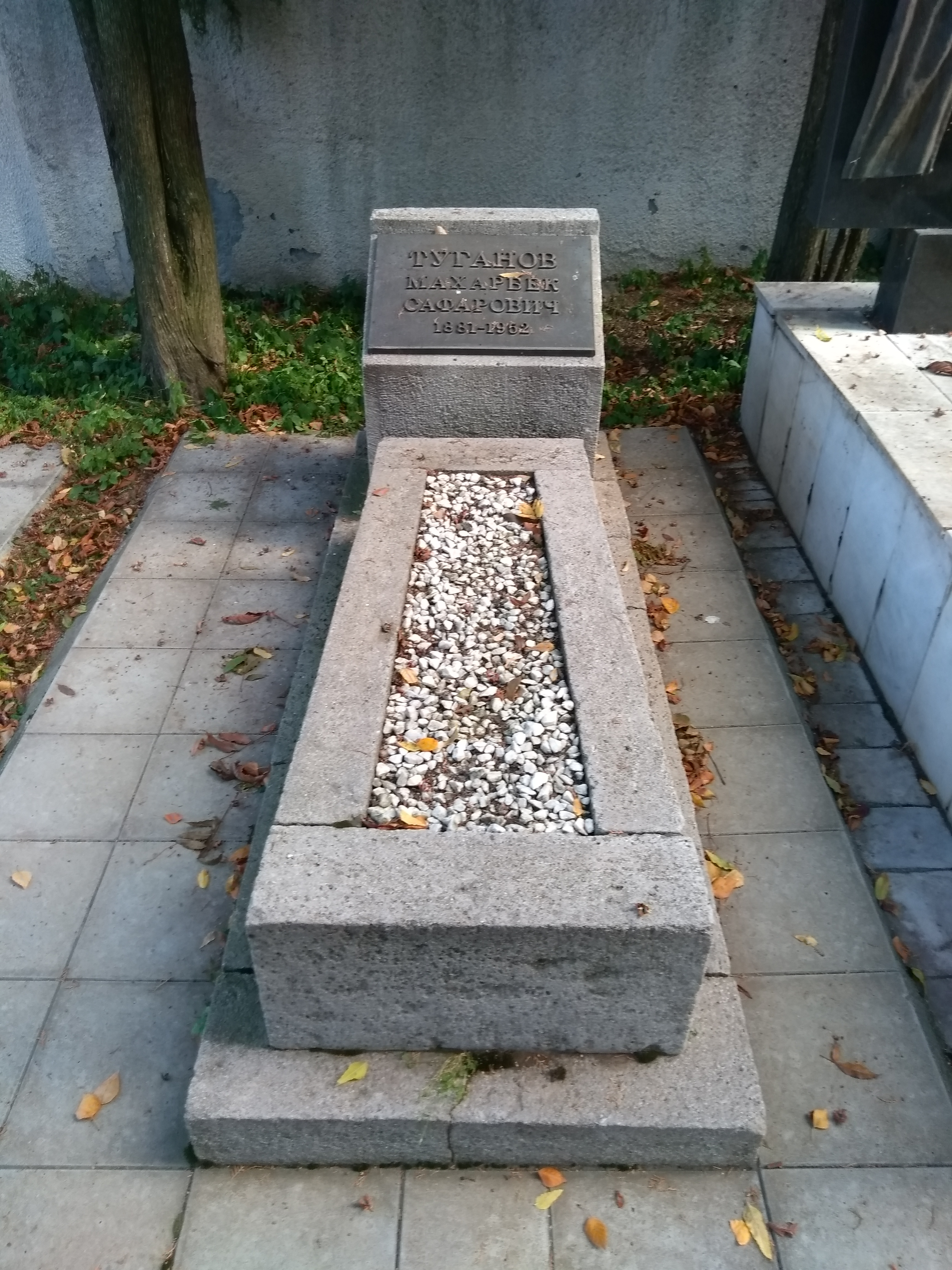
Могила Махарбека Туганова в ограде Осетинской церкви. Памятник культурного наследия федерального значения

Махарбе́к Сафа́рович Туга́нов (осет. Туйгъанти Сафари фурт Махарбег; род. 1881, Дур-Дур — 4 июля 1952, Орджоникидзе, Северная Осетия, РСФСР, СССР) — осетинский живописец, иллюстратор и график, педагог. Народный художник Северо-Осетинской АССР. Заслуженный деятель искусств Грузинской ССР. Ученик Ильи Репина.

## Биография
Махарбек Туганов родился в 1881 году (по другим данным в 1879 году), в селе Дур-Дур, Терской области (ныне Северная Осетия), в семье ученого-ботаника Сафара Аслангериевича Туганова. В восьмилетнем возрасте поступил в частный пансион. В 1891 году поступил в Реальное училище Владикавказа. В 1900 году послан в Петербург для поступления в горный институт, но в институт не поступил. Идёт учиться в подготовительные классы художника Я. С. Гольдблата при Академии художеств.
В 1901 году поступил в Императорскую Академию художеств (мастерская Ильи Репина). В 1907 году основал художественную студию во Владикавказе. В 1920 г. был назначен заведующим художественно-агитационным отделом ТерКав РОСТА. В 1926—1930 гг. преподавал академический рисунок в Педагогическом техникуме города Орджоникидзе. В 1930 году переехал в Грузинскую ССР, в город Сталинир (ныне Цхинвал), где организовал художественную картинную галерею при Музее краеведения, работал главным художником Юго-Осетинского государственного драматического театра. 
Последние годы жил в Орджоникидзе в доме № 18 на проспекте Мира. 
Скончался в 1952 году, погребён в некрополе Осетинской Церкви.

## Выставки
- «Выставка произведений художников Осетии» (1936 г., Орджоникидзе, СОАССР)
- «Первая Северо-Кавказская краевая выставка изобразительного искусства» (Орджоникидзе, СОАССР)
- Выставка произведений изобразительного искусства Грузинской ССР.
- «Третья выставка книги и графики Гослитиздата» (Москва, СССР)

## Семья
- Отец — Сафар Туганов, ученый-ботаник, выпускник Боннского университета.
- Мать — Асиат Туганова, дочь писателя Г. Шанаева
- Дед — Аслангери Туганов, генерал-майор, кадровый офицер Императорской армии.

## Память
- В честь Махарбека Туганова назван Северо-Осетинский республиканский художественный музей во Владикавказе
- Дом-музей в родовом селе Дур-Дур
- Художественное училище им. М. Туганова, в Цхинвале, Южная Осетия
- Улица Туганова в Беслане
- Улица Туганова в Дигоре
- Улица Туганова в Цхинвале
- Улица Туганова в селе Дур-Дур

## Внешние видеофайлы
Махарбек Сафарович Туганов I Время. События. Люди // «Осетия-Ирыстон» (27.06.2021)